# Union sportive ouvrière Mondeville
L'Union sportive ouvrière Mondeville était un club français de football basé à Mondeville fondé en 1925. Le club disparait en fusionnant en 1991 avec l'Union sportive normande pour former l'Union sportive ouvrière normande de Mondeville.

## Palmarès
- DH Normandie
  - Champion : 1983, 1989

- PH Normandie
  - Champion : 1955, 1967

- 1ère Division district Basse-Normandie
  - Champion : 1952

- Promotion Basse-Normandie
  - Champion : 1946

- Coupe de Normandie
  - Finaliste : 1964, 1977

- Coupe de Basse-Normandie
  - Vainqueur : 1953